# Raúl Rico
Raúl Rico Ramírez (Guadalajara, Jalisco 4 de diciembre de 1981) es un exfutbolista y entrenador mexicano, su posición era defensa. Actualmente dirige al Atlético La Paz de la Liga de Expansión MX.

## Trayectoria
Hombre que fue canterano de Cruz Azul, y debutó en el año 2002, jugó en algunos equipos, pero estuvo mucho tiempo en Querétaro.
En 2016 se retiró con Cimarrones, ya durante 2019 fue entrenador de los Leones Negros de la U de G en TDP y después sería nombrado entrenador para un equipo de Escuela River Plate en Jalisco.

## Estadísticas

### Clubes
| Querétaro F.C. · México             |               |               |     |    |    |   |   |     |     |   |
| 1ª                                  | 2002-03       | 26            | 0   | -  | -  | - | - | 26  | 0   |   |
| 1ª                                  | 2003-04       | 17            | 0   | -  | -  | - | - | 17  | 0   |   |
| 2ª                                  | 2005-06       | 36            | 1   | -  | -  | - | - | 36  | 1   |   |
| 1ª                                  | 2006-07       | 13            | 0   | -  | -  | - | - | 13  | 0   |   |
| 2ª                                  | 2007-08       | 29            | 3   | -  | -  | - | - | 29  | 3   |   |
| 2ª                                  | 2008-09       | 36            | 1   | -  | -  | - | - | 36  | 1   |   |
| 1ª                                  | 2009-10       | 28            | 0   | -  | -  | - | - | 28  | 0   |   |
| 1ª                                  | 2010-11       | 18            | 0   | -  | -  | - | - | 18  | 0   |   |
| 1ª                                  | 2011-12       | 31            | 0   | -  | -  | - | - | 31  | 0   |   |
| 1ª                                  | 2014-15       | 0             | 0   | 5  | 0  | - | - | 5   | 0   |   |
| Total club                          | Total club    | 234           | 5   | 5  | 0  | - | - | 239 | 5   |   |
| Cajeteros de Celaya · México        |               |               |     |    |    |   |   |     |     |   |
| 2ª                                  | 2003          | 2             | 0   | -  | -  | - | - | 2   | 0   |   |
| Total club                          | Total club    | 2             | 0   | -  | -  | - | - | 2   | 0   |   |
| Irapuato F.C. · México              |               |               |     |    |    |   |   |     |     |   |
| 1ª                                  | 2004          | 15            | 0   | -  | -  | - | - | 15  | 0   |   |
| Total club                          | Total club    | 15            | 0   | -  | -  | - | - | 15  | 0   |   |
| Real Colima · México                |               |               |     |    |    |   |   |     |     |   |
| 2ª                                  | 2004-05       | 32            | 1   | -  | -  | - | - | 32  | 1   |   |
| Total club                          | Total club    | 32            | 1   | -  | -  | - | - | 32  | 1   |   |
| C.D. Veracruz · México              |               |               |     |    |    |   |   |     |     |   |
| 2ª                                  | 2012-13       | 30            | 0   | 3  | 0  | - | - | 33  | 0   |   |
| Total club                          | Total club    | 30            | 0   | 3  | 0  | - | - | 33  | 0   |   |
| Delfines del Carmen · México        |               |               |     |    |    |   |   |     |     |   |
| 2ª                                  | 2013-14       | 11            | 0   | 11 | 0  | - | - | 22  | 0   |   |
| Total club                          | Total club    | 11            | 0   | 11 | 0  | - | - | 22  | 0   |   |
| Cimarrones de Sonora · México       |               |               |     |    |    |   |   |     |     |   |
| 2ª                                  | 2015-16       | 28            | 0   | -  | -  | - | - | 28  | 0   |   |
| Total club                          | Total club    | 28            | 0   | -  | -  | - | - | 28  | 0   |   |
| Total carrera                       | Total carrera | Total carrera | 352 | 6  | 19 | 0 | - | -   | 371 | 6 |
| (1)Incluye datos de la Copa México. |               |               |     |    |    |   |   |     |     |   |

- Datos: Q6101405